# Kõnnu (Pihtla)
Kõnnu – wieś w Estonii, w prowincji Sarema, w gminie Pihtla.